# Amphistomus cunninghamensis
Amphistomus cunninghamensis är en skalbaggsart som beskrevs av Matthews 1974. Amphistomus cunninghamensis ingår i släktet Amphistomus och familjen bladhorningar. Inga underarter finns listade i Catalogue of Life.